# Dekanat brzeski (diecezja włocławska)
Dekanat brzeski – jeden z 33 dekanatów rzymskokatolickiej diecezji włocławskiej.
W skład dekanatu wchodzą następujące parafie:
- parafia św. Stanisława Biskupa w Brześciu Kujawskim
- parafia św. Józefa w Brzeziu
- parafia Świętej Trójcy w Dąbiu Kujawskim
- parafia NMP Królowej Polski w Kruszynie
- parafia św. Bartłomieja w Śmiłowicach
- parafia Przemienienia Pańskiego w Wieńcu

Dziekan dekanatu brzeskiego
- ks. Maciej Jasiński - proboszcz parafii w Brześciu Kujawskim

Wicedziekan
- vacat